# Condrocita

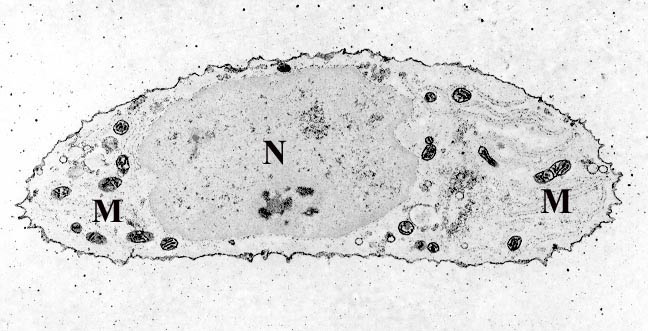
Micrografia elettronica a scansione di un condrocita:
N: Nucleo
M: Mitocondrio

I condrociti sono le cellule che costituiscono il tessuto cartilagineo. In termini più generali, vengono chiamati condrociti le cellule cartilaginee circondate da matrice. Costituiscono meno del 5% del volume totale della cartilagine.

## Etimologia
La parola deriva dal greco khondrós cartilagine + kytos cavità.

## Descrizione
La morfologia cellulare generale varia da appiattita e discoidale nelle zone più superficiali a ovoidale nelle regioni più profonde. Le cellule ovoidali mostrano apparati di Golgi ingranditi, una caratteristica delle cellule che secernono attivamente proteine, e processi cellulari che si estendono nella matrice pericellulare adiacente.
Proprio come gli osteociti, si trovano in piccole aperture dette lacune. La densità dei condrociti è stimata a 105 cellule/mm3 nei neonati e 1/10 della medesima quantità negli adulti con valori più alti nella zona superficiale piuttosto che in quella profonda. La densità di condrociti risulta maggiore negli animali rispetto all'uomo, ad esempio nei conigli la densità di condrociti è 10 volte superiore e nei topi lo è 25 volte.

## Biologia

### Origine
I condrociti si formano dalla differenziazione di cluster di cellule mesenchimali durante la formazione dello scheletro nell'embriogenesi. Dopo la condensazione mesenchimale e la differenziazione delle cellule condroprogenitrici, i condrociti vanno incontro a proliferazione, differenziazione terminale verso l'ipertrofia condrocitaria e apoptosi in un processo chiamato ossificazione endocondrale, durante il quale la cartilagine ipertrofica viene sostituita dall'osso. Tuttavia, in presenza di proteine morfogenetiche ossee, altri tipi di cellule con DNA condrogenico possono subire una differenziazione in condrociti.

### Funzione
I condrociti sintetizzano e secretano i componenti della matrice extracellulare, in particolare proteoglicani (specialmente quelli contenenti decorina e aggrecano) e collagene (tipo II - 95% - e IV), nonché gli enzimi che degradano la matrice (collagenasi, proteinasi nutre e catepsine). Sono pertanto responsabili del mantenimento dell'ambiente della matrice in cui sono racchiusi e, di conseguenza, garantiscono le caratteristiche meccaniche del tessuto.

### Ciclo vitale
Negli adulti, i condrociti articolari sono cellule completamente differenziate che rimangono dopo la formazione della matrice cartilaginea durante la condrogenesi e la formazione della piastra di crescita, e mantengono i costituenti della matrice in uno stato di equilibrio con un basso turnover.
I condrociti sono infatti normalmente cellule longeve. Non vengono sostituite da nuove cellule come avviene nel ricambio di altri tessuti. Tuttavia, la capacità di divisione cellulare si manifesta quando l'integrità della matrice è compromessa. La fibrillazione della cartilagine è associata alla necrosi nella zona superficiale e alla presenza di cluster di cellule nelle zone profonde.
È stato suggerito che i condrociti siano immunoprivilegiati, il che potrebbe conferire loro un certo vantaggio di sopravvivenza.

### Metabolismo
I condrociti sono cellule dinamiche con attività anabolica e catabolica che mediano sia la sintesi sia la degradazione della matrice. Le cellule in diverse parti del tessuto sembrano avere differenze metaboliche, poiché sono necessari componenti differenti della matrice per mantenerne la struttura e la funzione.
Poiché i condrociti non sono a contatto diretto tra di loro e la cartilagine manca anche di vasi sanguigni e linfatici, i condrociti ricevono nutrienti dal liquido sinoviale tramite diffusione e/o convezione attraverso la matrice.

## Importanza clinica
I condrociti hanno un'importanza clinica nel contesto della patogenesi dell'osteoartrite (OA), in quanto le sue risposte a stimoli ambientali avversi promuovono la degradazione della matrice e impediscono la riparazione della cartilagine.